# Gertrude Sawyer
Gertrude Sawyer (* 2. April 1895 in Tuscola, Illinois; † 11. Februar 1996 in Kalifornien) war eine der ersten praktizierenden US-amerikanischen Architektinnen in Maryland und im Großraum Washington, D.C.

## Leben
Sawyer soll schon in jungen Jahren gewusst haben, dass sie Architektin werden will. Nach der High School in Missouri und Indiana erhielt sie 1918 einen Bachelor-Abschluss in Landschaftsarchitektur von der University of Illinois und wurde eine der ersten Studentinnen an der Cambridge School of Domestic and Landscape Architecture for Women, wo sie die Landschaftsarchitektin Rose Greely traf.
Nach dem Erwerb des Masters in Architektur 1922 arbeitete Sawyer wenige Monate für ein Architekturbüro in Kansas City, Missouri, und plante ihr erstes Haus. 1923 siedelte sie nach Washington, D.C. über, wo sie für den Architekten Horace W. Peaslee arbeitete. Zu der Zeit arbeitete auch Greely dort.
1925 unternahm sie eine Studienreise durch Europa Nach ihrer Rückkehr im Jahr 1926 wurde sie als Architektin im District of Columbia registriert. In den folgenden Jahrzehnten wurde sie auch in den Bundesstaaten Maryland, Pennsylvania, Ohio und Florida zugelassen.
Sawyer lehrte in den Sommern 1930 und 1931 Architektur am Vassar College. Sie eröffnete 1934 ihr eigenes Architekturbüro in Georgetown, Washington, D.C., und spezialisierte sich auf historische Restaurierung und Gebäude im Stil des Colonial Revivals, obwohl sie auch mindestens ein Gebäude im Stil der Streamline-Moderne baute. Besonders geschätzt wurde ihr Blick für Details.
Ab 1932 entwarf Sawyer mehr als zwei Dutzend Wohn- und Wirtschaftsgebäude für Point Farm, das Anwesen des Karrierediplomaten Jefferson Patterson in Calvert County, Maryland.  Zu ihren Entwürfen gehört ein Haupthaus in Colonial-Revival-Architektur mit solchen Elementen wie einem formalen Säuleneingang, einer seitlichen Veranda und klassischen Formteilen im Inneren. Für die Landschaftsgestaltung engagierte sie Rose Greely. Das Patterson-Anwesen wurde später von Pattersons Witwe dem Staat geschenkt und in den 560 Hektar großen Jefferson Patterson Park & Museum umgewandelt.
Während des Zweiten Weltkriegs, von 1943 bis 1945, diente Sawyer im Civil Engineer Corps der Marine (den Seabees) im Rang eines Lieutenant Commander. Zu ihren Aufgaben während des Krieges gehörte die Planung von Unterkünften für etwa 14.000 Menschen. Nach dem Krieg war sie die einzige Frau, die zum Reserveoffizier der Seabees ernannt wurde.
1939 wurde Sawyer Mitglied des American Institute of Architects.
Sawyer ging 1969 in den Ruhestand. Sie zog nach Kalifornien, wo sie am 11. Februar 1996, zwei Monate vor ihrem 101. Geburtstag, starb.

## Ausgeführte Entwürfe (Auswahl)

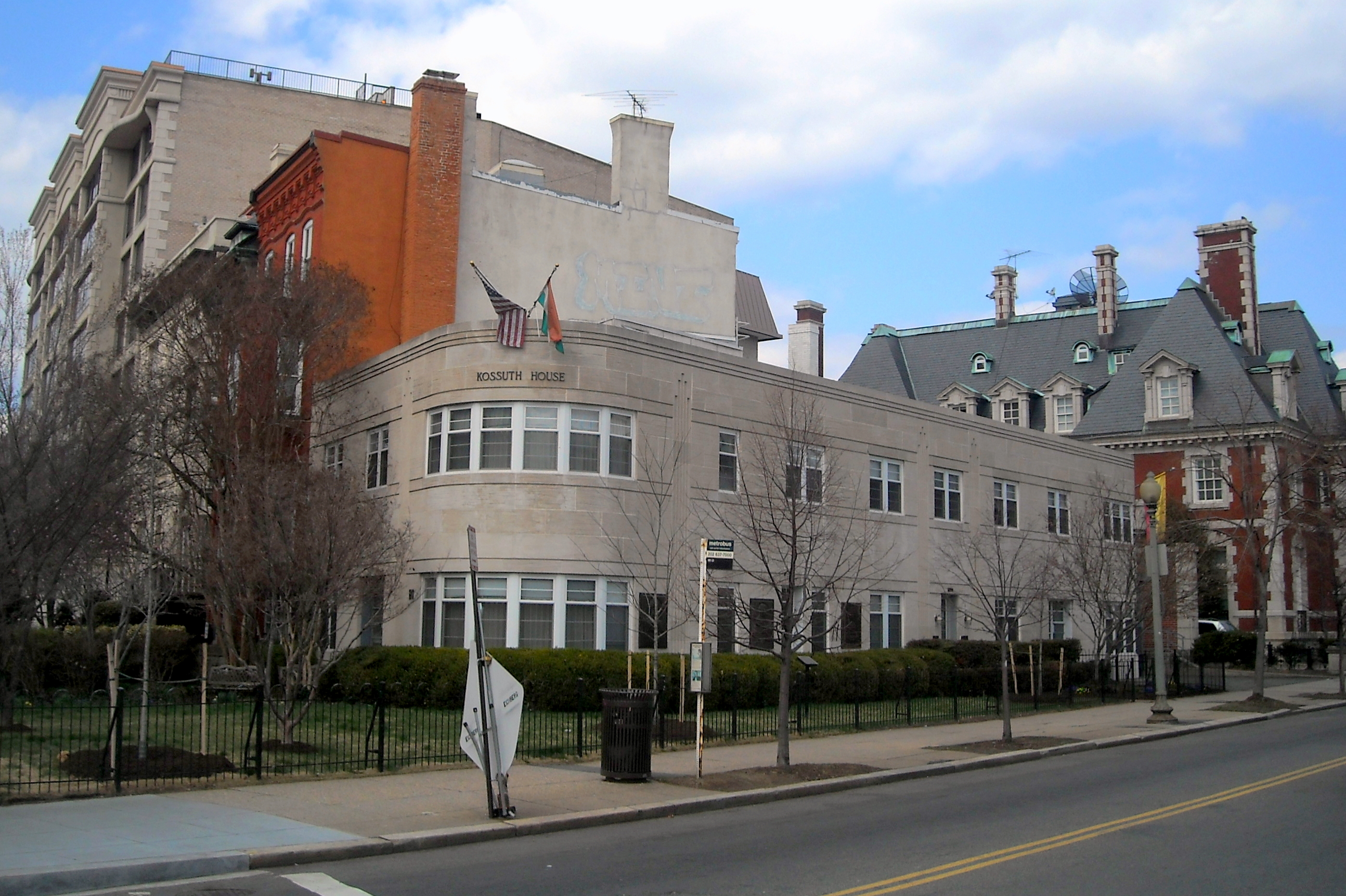
Kossuth House, 2001 Massachusetts Ave., Washington, D.C.

- Jefferson Patterson Point Farm, 10515 Mackall Road, St. Leonard, MD (ab 1932)[5]
- Kossuth House, 2001 Massachusetts Ave., Washington, D.C. (1935)
- Gertrude Sawyer House, Reservoir Road, Georgetown, Washington, D.C. (ca. 1920–1950)[7]